# La Morita, Veracruz
La Morita är en ort i Mexiko.   Den ligger i kommunen Tantoyuca och delstaten Veracruz, i den sydöstra delen av landet, 230 km norr om huvudstaden Mexico City. La Morita ligger 153 meter över havet och antalet invånare är 410.
Terrängen runt La Morita är platt. Runt La Morita är det ganska tätbefolkat, med 72 invånare per kvadratkilometer. Närmaste större samhälle är Tantoyuca, 2,0 km norr om La Morita. Trakten runt La Morita består till största delen av jordbruksmark.